# Asplenium feei
Asplenium feei är en svartbräkenväxtart som beskrevs av Kze., Fée. Asplenium feei ingår i släktet Asplenium och familjen Aspleniaceae. Inga underarter finns listade.